# Tilmuni
Tilmuni (arab. تلمونى; fr. Tilmouni)  – jedna z 52 gmin w prowincji Sidi Bu-l-Abbas, w Algierii, znajdująca się w środkowejczęści prowincji. W 2008 roku gminę zamieszkiwało 8949 osób. Numer statystyczny gminy w Office National des Statistiques d'Algérie to 2213.